# Mora (fruit)

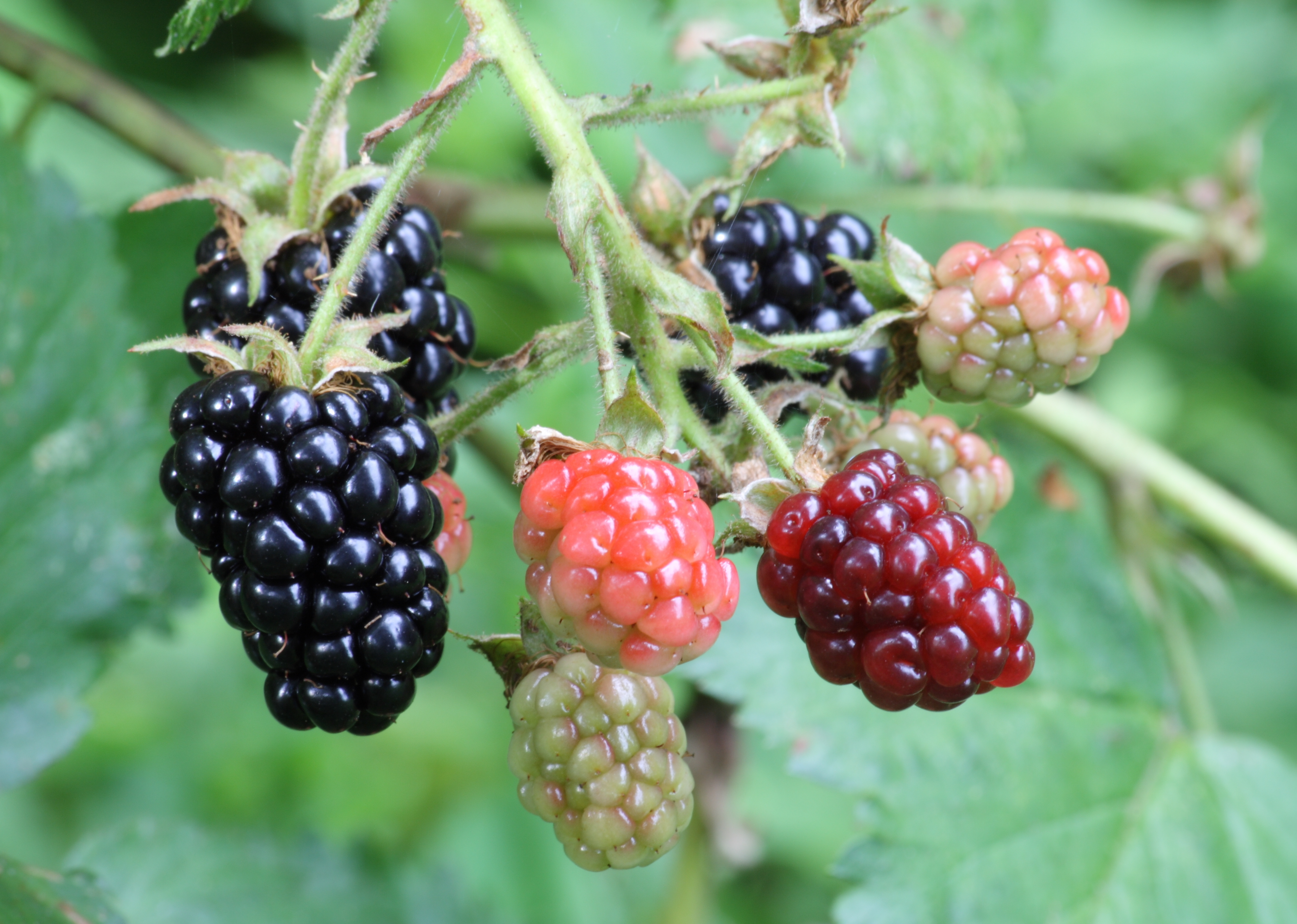
Mores

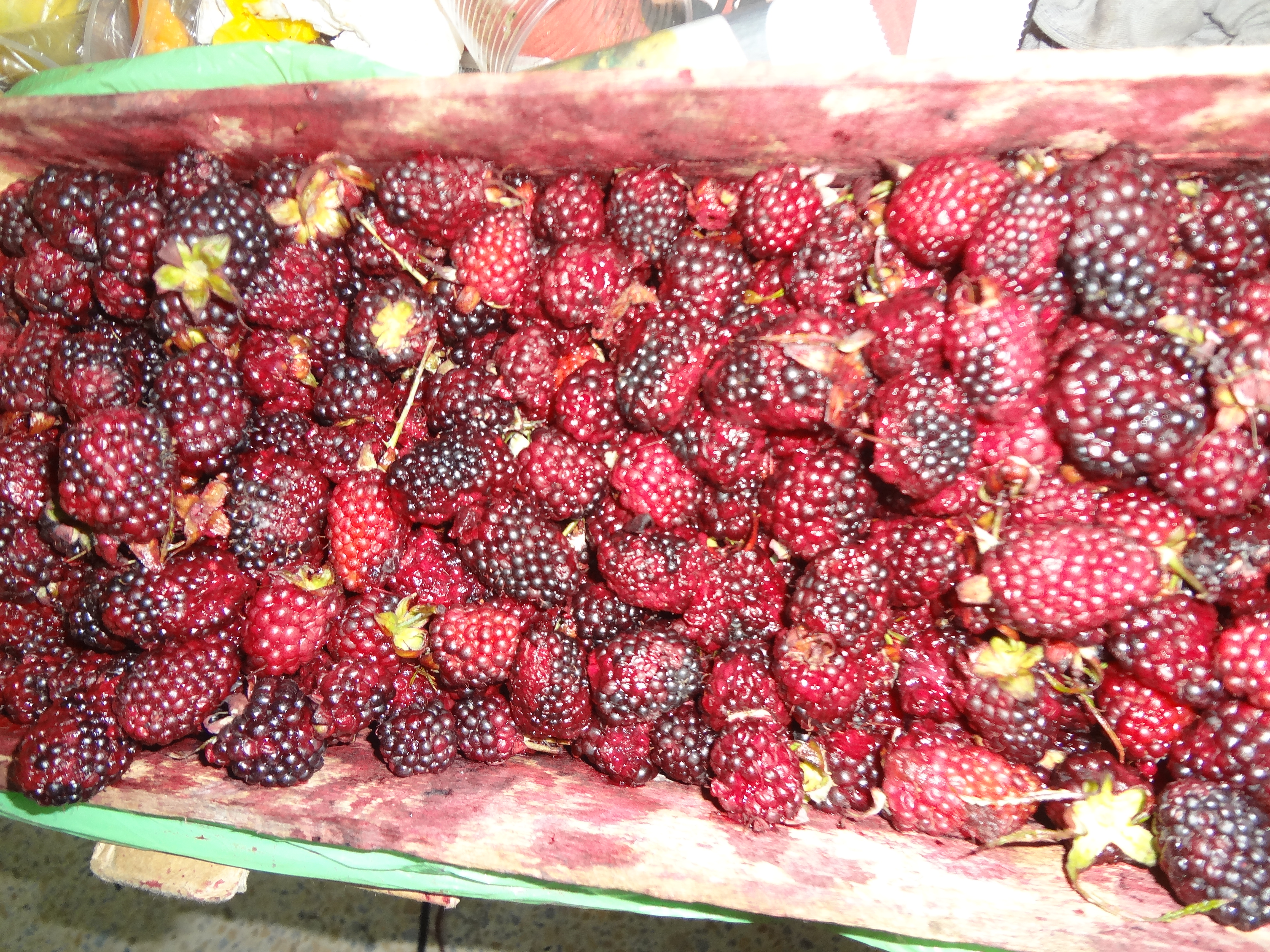
Caixa de mores en un mercat de Quito.

La mora és el fruit de la morera així com de diverses espècies del gènere Rubus, com l'esbarzer i romegueró. Fins a la reforma ortogràfica del 2016, el mot portava un accent diacrític: «móra».

## Descripció

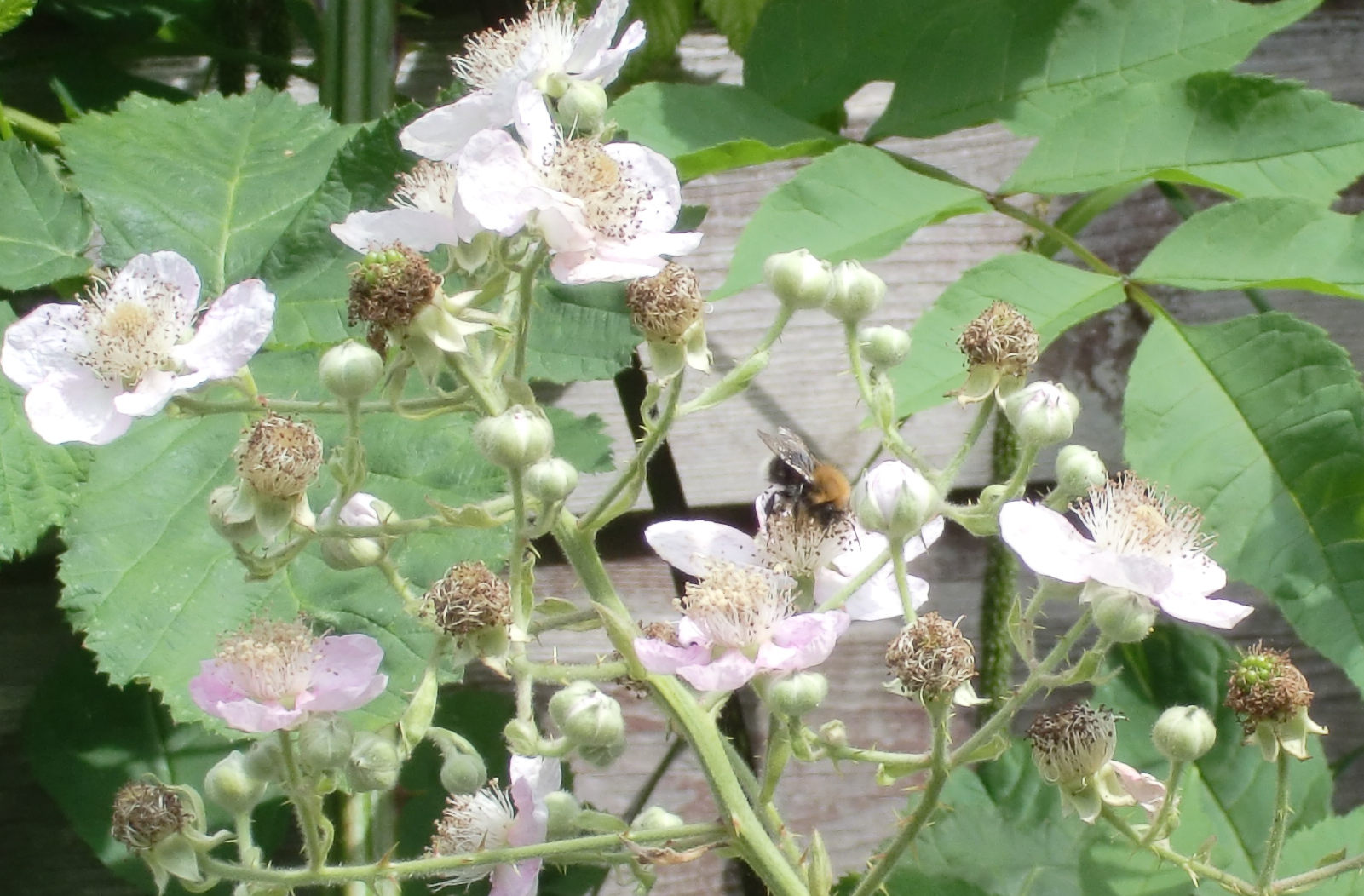
Un borinot pol·linitzador

El que distingeix la mora dels gerds és si el receptacle o tija punxa la fruita. En recollir una mora, la tija es queda a la fruita. Amb un gerd, la tija queda a la planta, deixant un nucli buit al fruit del gerd.
El terme esbarzer, paraula que significa qualsevol matoll impenetrable, s'ha aplicat tradicionalment en alguns cercles específicament a la mora o als seus productes, encara que s'acostuma a aplicar a tots els membres del gènere Rubus.
El fruit, generalment negre, no és una baia en el sentit botànic de la paraula. Botànicament es denomina fruit agregat, compost de petits drupelets. És un grup molt conegut i estès de més de 375 espècies, moltes de les quals són microespecies apomixiques nadiues de tot Europa, el nord-oest d'Àfrica, l'Àsia temperada occidental i central i Amèrica del Nord i del Sud.

## Característiques botàniques

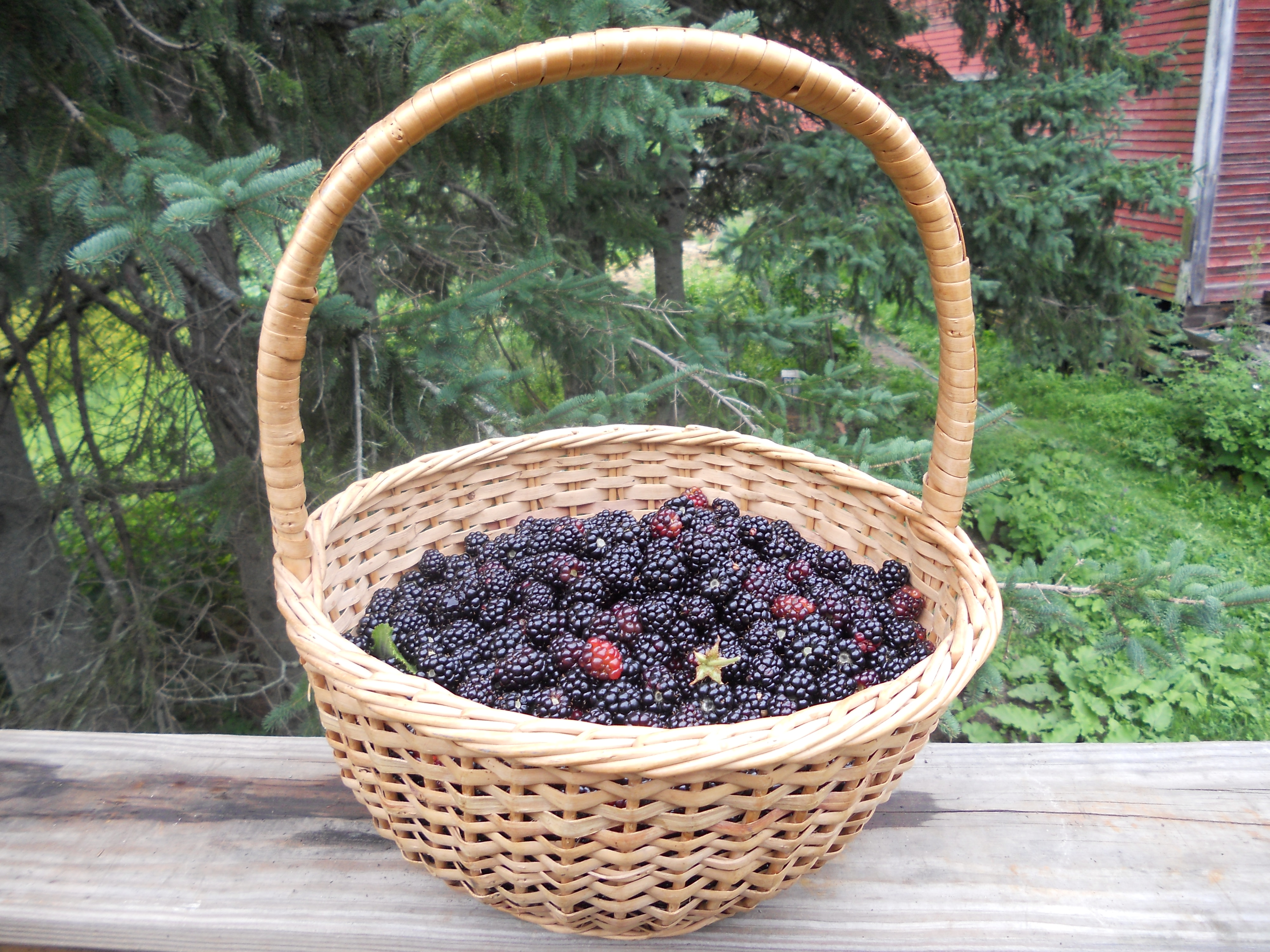
Una collita de mores silvestres

Les móres són plantes perennes que típicament tenen tiges biennal en un sistema de l'arrel perenne.
En el seu primer any, una nova tija creix vigorosament fins a la seva longitud completa de 3-6 m (en alguns casos, fins a 9 m), arquejant-se o arrossegant-se pel terra amb grans fulles palmades compostes de cinc o set folíols; sense produir flor. En el seu segon any, la canya floreix i la tija no creix més, però els brots laterals es trenquen per produir laterals florits, que tenen fulles més petites amb tres o cinc folíols. Els brots de primer i segon any acostumen a tenir petites punxes molt afilades. Hi ha cultius sense aquestes espines. La Universitat d’Arkansas ha desenvolupat mores fructíferes primocanes que creixen i floreixen el primer any, de la mateixa manera que ho fan els gerds vermells primocans o perennes.
Les plantes madures silvestres formen un embolic de tiges d'arcs densos, les branques arrelen des de la punta del node a moltes espècies quan arriben al terra. És vigorós i creix ràpidament a boscos, matolls, vessants i bardisses, els arbustos de mores toleren sòls pobres, colonitzant fàcilment erms, cunetes i terrenys buits.
Les flors es produeixen a finals de primavera i principis d’estiu en raïms curts a les puntes dels laterals florits. Cada flor té aproximadament 2-3 cm de diàmetre amb cinc pètals blancs o rosats pàl·lids.
Els drupelets només es desenvolupen al voltant d’òvuls fecundats pel gàmet masculí a partir d’un gra de pol·len. Els òvuls no desenvolupats són els que no han estat pol·linitzats o ho han estat de manera deficient. Fins i tot un petit canvi de condicions, com ara un dia plujós o un dia massa calorós perquè les abelles puguin treballar després de primera hora del matí, pot reduir el nombre de visites d'abelles a la flor, reduint així la qualitat del fruit. El desenvolupament incomplet del drupelet també pot ser un símptoma de les reserves esgotades a les arrels de la planta o la infecció amb un virus.

## Història
Un dels primers casos coneguts de consum de mores prové de les restes de la dona d'Haraldskær, una de les Mòmies dels pantans que era una dona danesa que va viure aproximadament el 500 aC. Les proves forenses van trobar mores al contingut de l'estómac, entre altres aliments. L'ús de les móres per elaborar vins i brevatges es va documentar a la Farmacopea de Londres el 1696. Com a aliment, les móres tenen una llarga història d’ús al costat d'altres fruites per elaborar pastissos i melmelades.
L’ús de plantes de mora amb finalitats medicinals té una llarga història en la cultura occidental. Els antics grecs, altres pobles europeus i els nadius americans utilitzaven les diverses parts de les plantes per a diferents tractaments. Mastegant les fulles o preparant els brots en te es feien servir per tractar malalties de la boca, com ara sagnat de genives i aftes. El te elaborat a partir de fulles, arrels i escorça també s’utilitzava per tractar la tos ferina. Les arrels, que s’han descrit com a astringents, s’han utilitzat per al tractament de problemes intestinals, com la disenteria i la diarrea. La fruita; amb un alt contingut de vitamina C; es va utilitzar possiblement per al tractament de l'escorbut. Un document de 1771 recomanava preparats de fulles de mora, tija i escorça per a les úlceres d'estómac.
S’han utilitzat fruites, fulles i tiges de mora per tenyir teixits i cabells. Fins i tot se sap que els nadius americans utilitzen les tiges per fer corda. Els arbusts també s’han utilitzat per a barreres al voltant d’edificis, cultius i bestiar. Les plantes silvestres presenten espines agudes i gruixudes, que ofereixen certa protecció contra enemics i animals grossos.
La hibridació moderna i el desenvolupament de cultius es va produir principalment als Estats Units. El 1880, un jove horticultor americà, James Harvey Logan, va desenvolupar a Santa Cruz de Califòrnia, una mora-gerd híbrida anomenada Móra de Logan. Una de les primeres varietats sense espines es va desenvolupar el 1921, però les baies van perdre gran part del seu sabor. Els cultius comuns sense espines desenvolupats des de la dècada de 1990 fins a principis del segle XXI pel Departament d'Agricultura dels Estats Units permetre una collita eficient a màquina, rendiments més alts, fruits més grans i ferms i un sabor millorat.

## Ecologia
Les fulles de mora són aliment per a certes erugues, i alguns mamífers que pasturen, sobretot els cérvols, també són molt amants de les fulles. S'han trobat erugues ecofòrids Alabonia geoffrella que s'alimenten dins de brots morts de mora. Quan són madures, les baies es mengen i les seves llavors són dispersades pels mamífers, com la guineu vermella, l’ós negre americà i el teixó euroasiàtic, així com per les aus petites.
Les móres creixen salvatges a la major part d’Europa. Són un element important en l'ecologia de molts països, i la collita de les baies és un passatemps popular. No obstant això, les plantes també es consideren una mala herba, ja que arrenca les arrels de les branques que toquen el terra. En algunes parts del món, com a Austràlia, Xile, Nova Zelanda i el Pacífic nord-oest d’Amèrica del Nord, algunes espècies de mores, particularment Rubus armeniacus (mora de l’Himàlaia) i Rubus laciniatus (mora perenne), es naturalitzen i es consideren espècies invasores i una mala herba greu.
Les fruites de la mora són vermelles abans que estiguin madures, cosa que provoca una antiga expressió de que les mores són vermelles quan són verdes.